# Companhia de Saneamento do Paraná
Companhia de Saneamento do Paraná (Sanepar) é uma empresa (uma estatal de economia mista) brasileira que detém a concessão dos serviços públicos de saneamento básico em cidades do Estado do Paraná. Com sede em Curitiba, ela presta serviços a 345 cidades paranaenses e a Porto União, em Santa Catarina.

## História
O governador do estado Ney Amintas de Barros Braga sancionou a Lei nº4.684 de 23 de janeiro de 1963, autorizando o poder executivo a constituir uma sociedade por ações, com a denominação social de Companhia de Água e Esgotos do Paraná (AGEPAR), para promover o saneamento básico do Estado.
Em 30 de dezembro de 1963, foi lavrada a escritura pública de constituição da Agepar e seus estatutos sociais, data considerada judicialmente como de fundação da empresa. A situação do saneamento básico do Paraná era a seguinte:
- 8,3% da população era servida por rede de água;
- 4,1% da população tinha rede de coleta e remoção de esgotos;
- das 221 sedes municipais, 13 possuíam os serviços de água e esgotos e 37 apenas o de água.

A Companhia de Água e Esgotos do Paraná (AGEPAR) teve sua denominação alterada para Companhia de Saneamento do Paraná (SANEPAR) no dia 19 de junho de 1964, através da Lei nº4.878. O primeiro diretor-presidente foi Osiris Stenghel Guimarães.
O primeiro sistema assumido pela Companhia foi o da capital Curitiba. Em 1969, a empresa inaugurou a Estação de Tratamento de Água Iguaçu, que inicialmente tratava 1.000 litros de água por segundo.
O governador Pedro Viriato Parigot de Souza sancionou o Decreto nº1.194, no dia 30 de dezembro de 1971, incorporando o DAE à Sanepar, que passou a explorar, manter e operar os sistemas de abastecimento de água e de coleta de esgotos em 15 municípios.
Em 1972, a Sanepar aderiu ao Plano Nacional de Saneamento (Planasa), criado pelo governo federal para estimular os municípios a firmarem contratos com as companhias estaduais. Com isso, se tornou responsável pela operação, manutenção e administração dos sistemas de abastecimento de água e sistemas de esgotos do Paraná, ampliando a sua base.
No ano de 2000, a Sanepar fez a sua Oferta pública inicial (usualmente referida como IPO, do inglês Initial Public Offering) na Bolsa de valores brasileira (B3).
Até 2023, a companhia presta serviços a 345 cidades paranaenses e a Porto União, em Santa Catarina. Abastecendo 100% da população urbana com água tratada. Nesse raio, quase 80% da população tem acesso ao serviço de coleta e tratamento de esgoto.
Em julho de 2023, na B3, a Sanepar realizou um leilão de de Parceria Público-Privada (PPP) em consórcio formado pela Aegea, Perfin e Kinea, que deverão realizar investimentos de R$ 1,2 bilhão em serviços de esgoto em 16 municípios da região metropolitana de Curitiba e litoral em contrato de 24 anos. O objetivo da PPP é atingir a meta de 90% de esgotamento sanitário até 2033.
Em setembro de 2024, foram licitados mais 3 lotes de PPPs para de coleta e tratamento de esgoto em 112 municípios do Centro-Leste e Oeste do Paraná, vencidos pela Aegea, Iguá Saneamento e Acciona Água Brasil, que deverão realizar R$ 2,9 bilhões em investimentos, com a meta de atender 90% da população com serviços de coleta e tratamento de esgoto.
O maior acionista é o governo do Paraná, que detém 60% das ações, e o principal acionista minoritário é o Consórcio Dominó, formado por capitais nacionais e franceses. Além destes sócios, a Cia passou dos 380 mil acionistas do tipo pessoa física, segundo as informações da B3.